# トーマス・トラウブリッジ (初代準男爵)
初代准男爵、サー・トーマス・トラウブリッジ（英: Sir Thomas Troubridge, 1st Baronet, 1758年 - 1807年）はイギリスの提督、政治家。初代準男爵。
トラウブリッジはロンドンのセントポール校で教育を受けた。彼は1773年に海軍に入り、ネルソンらとともに東インドのフリゲート、シーホースで勤務した。彼は1785年にヒューズ提督の旗艦スルタンの艦長として本国に戻る。1794年3月にフリゲートカスターの艦長となるが、彼とカストルは船団の護衛任務中にフランスに捕獲されてしまう。しかしすぐに解放され、3等戦列艦カローデンの艦長に任命される。そしてサン・ビセンテ岬の海戦には先頭艦として参加し、彼の勇気と積極性はジョン・ジャーヴィス提督の賞賛を浴びた。1797年にはネルソンのテネリフェ島攻撃に参加するが、これは失敗に終わる。1798年のナイルの海戦にも加わったが、カローデンがアブキール湾口で座礁してしまったため彼は戦闘に寄与することが出来なかった。しかしながらネルソンの要望により彼も勝利の記念メダルを受けた。
その後もトラウブリッジは地中海艦隊で任務につき、1799年に準男爵に叙せられる。1801年には海軍本部委員に任命され1804年まで勤務した。委員を退職する際には少将に任ぜられている。翌年には東インド海域の東半分の指揮官となり、戦列艦ブレニムに乗りインドと向かう。しかし、彼が航海している間に任地は喜望峰へと変更されていた。トラウブリッジは1807年1月に喜望峰へ出航するが、彼と乗組員はその後行方不明になった。老朽化していたブレニムはマダガスカル沖で遭遇したサイクロンを耐えることが出来ずに沈没したものと考えられている。